# Federazione di rugby a 15 della Danimarca
La Federazione Rugby XV della Danimarca (in danese Dansk Rugby Union) è l'organo che governa il Rugby a 15 in Danimarca.
Affiliata all'International Rugby Board, è inclusa fra le nazionali di terzo livello senza esperienze di Coppa del Mondo.